# Санкт-Вольфганг
Санкт-Вольфганг (нем. Sankt Wolfgang) — община в Германии, в земле Бавария. 
Подчиняется административному округу Верхняя Бавария. Входит в состав района Эрдинг.  Население составляет 4312 человек (на 31 декабря 2010 года). Занимает площадь 46,32 км².
Коммуна подразделяется на 7 сельских округов.